# مصحف المطبعة الثعالبية
مصحف المطبعة الثعالبية أو مصحف رودسي هو مصحف جزائري مخطوط برواية ورش عن نافع ومرسوم خط مغربي بدأت طباعته في عام 1350هـ (1931م).

## ظروف النشر
من البديهي أن تلاقي طباعة المصاحف في الجزائر معوقات وصعوبات بالغة في ظل الاحتلال الفرنسي للبلاد.

## الوصف
قامت المطبعة الثعالبية بإصدار أول نسخة مطبوعة من المصحف الشريف في الجزائر خلال عام 1350هـ الموافق لعام 1931م.
وتمت كتابة هذه النسخة بالخط المغاربي من طرف الخطاط الجزائري الراحل محمد شرادي المشهور باسم محمد السفطي أو محمد السفاتي  الذي ضبطه على رواية ورش عن نافع.
| مصحف المطبعة الثعالبية | وكتب هذا المصحف على ما يوافق رواية الإمام أبو سعيد عثمان بن سعيد القرشي ثم المصري المعروف بورش لقراءة الإمام نافع بن عبد الرحمان المدني. وأخذ هجاءه وضبطه مما رواه الأستاذ محمد بن محمد الأموي المعروف بالخراز في منظومته (مورد الظمآن). واتبعت في عد آياته طريقة الكوفيين على حسب ما في كتاب (البيان) للإمام الداني، وجملتها عندهم 6236. وأخذ بيان مكيه ومدنيه من مصحف الحكومة المصرية الذي طبع سنة 1342هـ. كتبه مراجع المصاحف في مصر تحريرا في 29 صفر سنة 1356 هجرية. | مصحف المطبعة الثعالبية |

## الأنواع
قامت المطبعة الثعالبية بإصدار عدة أنواع من مصحفها، هي:
- المصحف الكامل، من سورة الفاتحة إلى سورة الناس.[4]
- الربع الأول، من سورة الفاتحة إلى سورة الأنعام.[5]
- الربع الثاني، من سورة الأعراف إلى سورة الكهف.[6]
- الربع الثالث، من سورة مريم إلى سورة فاطر.[7]
- الربع الرابع، من سورة يس إلى سورة الناس.[8]

## الصور

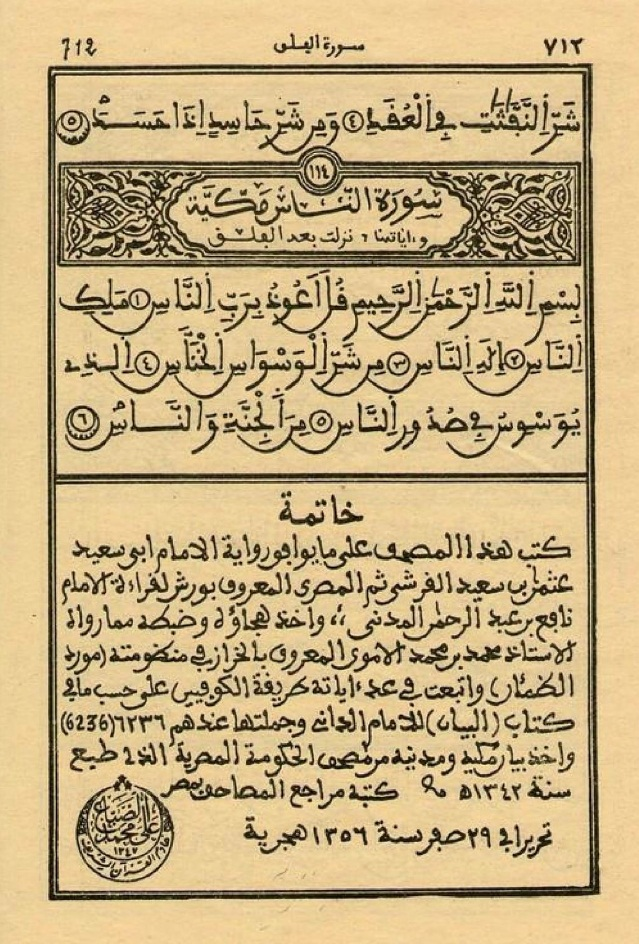
خاتمة مصحف المطبعة الثعالبية